# Kubangans
Die Kubangans ist eine russische Gänserasse und zählt zu den Höckergänsen, die von der ostasiatischen Schwanengans (Anser cygnoides) abstammen.

## Beschreibung
Die Rasse wurde durch die Arbeitsgruppe Geflügelzucht am Kubanschen Institut für Landwirtschaft (Südrussland) durch Rückkreuzung russischer Gorki mit Höckergänsen erzüchtet. Die Tiere haben orangefarbene Läufe, ihre Schnäbel und Stirnhöcker sind jedoch schwarz. Die Gefiederfarbe ist braun. Die ausgewachsenen Ganter wiegen 5,0 bis 5,5 Kilogramm. Das Gewicht adulter Gänse liegt bei 4,5 bis 5,0 Kilogramm. Die recht dunkle Haut und die dunklen Federkiele machen den gerupften Schlachtkörper für den Verbraucher jedoch unattraktiv.
Eine zweite Population weißer Kubangänse erhielt man durch Kreuzung weißer Gorkigänse mit ukrainischen großen grauen Gänsen (russisch Крупная серая), Emdener Gänsen und litauischen Vischtines.
Wertvoll wird die Rasse für Hybridzuchtprogramme. Mit ihrer relativ hohen Legeleistung von 50 bis 60, in der Spitze bis zu 100 Eiern pro Legeperiode und einem durchschnittlichen Eigewicht von 150 Gramm, ist sie als Mutterlinie geeignet. Voraussetzung für ein kommerziell erfolgreiches Kreuzungsprodukt ist jedoch, dass die resultierende Mastgans weiß befiedert ist und die relativ langsame Gewichtszunahme der Kubangänse gesteigert wird. Mit 240 bis 250 Tagen sind die Gänse voll entwickelt. Die Legeperiode dauert 7 Monate. Die Schlupfrate ist mit 75 bis 90 Prozent recht hoch.
Die Rasse ist gut an die klimatischen Bedingungen der Region Krasnodar und angrenzender Gebiete angepasst.

## Verbreitung
Die erste Population der Kubangänse wurde weit verbreitet, überwiegend in die südlichen Regionen Russlands, darüber hinaus nach Zentralrussland, das Wolgagebiet und in die Ukraine, Moldawien und Kirgisistan. Im Jahr 1974 gab es 20.500 Individuen dieser Gänse, 1980 bereits 82.300. Später ging ihr Bestand zurück. 2003 meldete Russland 70.900 Kubangänse an die Ernährungs- und Landwirtschaftsorganisation der Vereinten Nationen (FAO). Im gleichen Jahr meldete die Ukraine 8.400 Gänse des braunen Farbenschlages. Hier schwankt die Zahl der gemeldeten Tiere jedoch erheblich. So stieg der Bestand bis 2010 auf 15.843 und wurde im darauf folgenden Jahr bereits halbiert. 2013 wurden noch 6.800 Tiere gemeldet. Bereits 1977 wurden Kubangänse aus Krasnodar nach Polen exportiert. Gegenwärtig wird eine Herde von etwa 470 Gänsen von der Versuchsanstalt für Wassergeflügel in Dworzyska gehalten.